# Distretto di Dantewada
Il distretto di Dantewada è un distretto del Chhattisgarh, in India, di 719 065 abitanti. Il suo capoluogo è Dantewada.